# 小松蓮
小松 蓮（こまつ れん、1998年9月10日 - ）は、長野県諏訪市出身のプロサッカー選手。Jリーグ・ヴィッセル神戸所属。ポジションはフォワード、ミッドフィールダー。長野県諏訪市初のプロサッカー選手。

## 略歴
松本山雅FCのアカデミー出身で2016年には2種登録選手としてトップチームに登録されたが、トップチームへの昇格は叶わなかった。2017年に産業能率大学に進学後は世代別の代表に選出されて実績を積んだ。その後、1年遅れの2018年3月9日に松本山雅FCに加入することが決まった。同クラブにとってU-18出身選手がトップチームに加入するのは初となる。
2018年より松本山雅FCに入団した。2019年1月10日、ツエーゲン金沢に期限付き移籍で加入した。3月9日、第3節の東京ヴェルディ戦でプロ入り初先発で初ゴールを決めた。2020年は、レノファ山口FCに期限付き移籍し、9月23日のジェフユナイテッド市原・千葉戦で価千金の得点をして、山口の勝利に貢献した。
2021年12月10月、松本山雅FCへ復帰。2022年シーズンは5得点に終わったが、2023年シーズンは4月9日の第6節、ギラヴァンツ北九州戦でハットトリックを達成するなど、第14節終了時までに12ゴールをマーク。最終的には19ゴールでJ3リーグの得点王に輝いた。
2023年12月21日、ブラウブリッツ秋田への完全移籍が発表された。
2025シーズンは開幕戦から5試合連続でゴールを決めるなどチームのエースとして活躍。2、3月の7試合で7得点を挙げ、その月の月間MVPを受賞した。第20節山形戦でJ2では自身初となるシーズン二桁ゴールを達成した。
2025年7月4日、ヴィッセル神戸への完全移籍が発表された。自身初のJ1でのプレーとなる。

## 所属クラブ
- 諏訪FC（諏訪市立高島小学校）
- 松本山雅FC U-15
- 松本山雅FC U-18 
  - 2016年 松本山雅FC（2種登録選手）
- 産業能率大学
- 2018年 - 2023年  松本山雅FC
  - 2019年  ツエーゲン金沢（期限付き移籍）
  - 2020年 - 2021年  レノファ山口FC（期限付き移籍）
- 2024年 - 2025年7月  ブラウブリッツ秋田
- 2025年7月 -  ヴィッセル神戸

## 個人成績
| 国内大会個人成績 | 国内大会個人成績 | 国内大会個人成績 | 国内大会個人成績 | 国内大会個人成績             | 国内大会個人成績 | 国内大会個人成績 | 国内大会個人成績 | 国内大会個人成績 | 国内大会個人成績 | 国内大会個人成績 | 国内大会個人成績 |
| 年度             | クラブ           | 背番号           | リーグ           | リーグ戦                     | リーグ戦         | リーグ杯         | リーグ杯         | オープン杯       | オープン杯       | 期間通算         | 期間通算         |
| 年度             | クラブ           | 背番号           | リーグ           | 出場                         | 得点             | 出場             | 得点             | 出場             | 得点             | 出場             | 得点             |
| 日本             | 日本             | 日本             | 日本             | リーグ戦                     | リーグ戦         | リーグ杯         | リーグ杯         | 天皇杯           | 天皇杯           | 期間通算         | 期間通算         |
| ---------------- | ---------------- | ---------------- | ---------------- | ---------------------------- | ---------------- | ---------------- | ---------------- | ---------------- | ---------------- | ---------------- | ---------------- |
| 2018             | 松本             | 39               | J2               | 0                            | 0                | -                | -                | 0                | 0                | 0                | 0                |
| 2019             | 金沢             | 9                | J2               | 22                           | 5                | -                | -                | 1                | 0                | 23               | 5                |
| 2020             | 山口             | 18               | J2               | 37                           | 3                | -                | -                | -                | -                | 37               | 3                |
| 2021             | 山口             | 18               | J2               | 20                           | 2                | -                | -                | 1                | 0                | 21               | 2                |
| 2022             | 松本             | 19               | J3               | 28                           | 5                | -                | -                | 1                | 1                | 29               | 6                |
| 2023             | 松本             | 19               | J3               | 36                           | 19               | -                | -                | -                | -                | 36               | 19               |
| 2024             | 秋田             | 10               | J2               | 38                           | 6                | 2                | 1                | 0                | 0                | 40               | 7                |
| 2025             | 秋田             | 10               | J2               | 22                           | 10               | 1                | 0                | 0                | 0                | 23               | 10               |
| 2025             | 神戸             | 29               | J1               |                              |                  |                  |                  |                  |                  |                  |                  |
| 通算             | 日本             | 日本             | J1               | \|\|\|\|\|\|\|\|\|\|\|\|\|\| |                  |                  |                  |                  |                  |                  |                  |
| 通算             | 日本             | 日本             | J2               | 138                          | 26               | 3                | 1                | 2                | 0                | 143              | 27               |
| 通算             | 日本             | 日本             | J3               | 64                           | 24               | -                | -                | 1                | 1                | 65               | 25               |
| 総通算           | 総通算           | 総通算           | 総通算           | 202                          | 50               | 3                | 1                | 3                | 1                | 208              | 52               |

出場歴
- Jリーグ初出場 - 2019年2月24日 J2第1節・栃木SC戦（栃木県グリーンスタジアム）
- Jリーグ初得点 - 2019年3月9日 J2第13節・東京ヴェルディ戦（味の素スタジアム）

## タイトル

### 個人
- J3リーグ 得点王（2023年）
- J3リーグ ベストイレブン（2023年）

## 代表歴
- U-19日本代表
  - トゥーロン国際大会（2017年）
- U-20日本代表
  - M-150カップ（英語版）（2017年）
- U-21日本代表
  - AFC U-23選手権（2018年）
- U-22日本代表
  - トゥーロン国際大会（2019年）